# Loch Eilt
Loch Eilt è un lago della Scozia.

## Nella cultura popolare

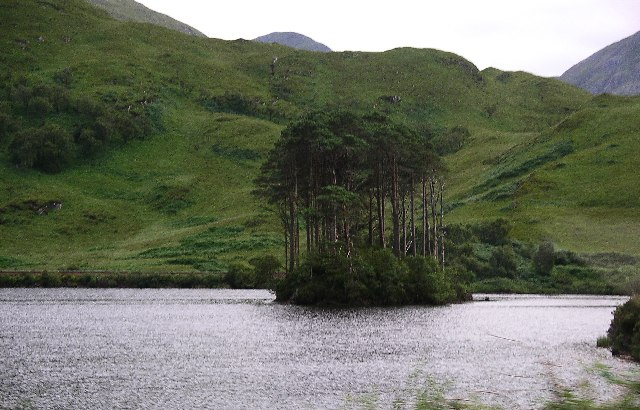
L'isoletta di Eilean na Moine, usata in Harry Potter e i Doni della Morte - Parte 1 per la tomba di Silente

Il lago è stato utilizzato come location di vari film. Tra questi Local Hero (1980), Harry Potter e il prigioniero di Azkaban (2004)  e Harry Potter e i Doni della Morte - Parte 1 (2010). L'isola lacustre che nei film di Harry Potter ospita la tomba di Silente si chiama Eilean na Moine; nel corso dell'editing dei film viene poi piazzata digitalmente sul Loch Arkaig.